# Cryptus campactus
Cryptus campactus là một loài tò vò trong họ Ichneumonidae.